# Мовлави, Тофик Абдулсамед оглы
Мовлави Тофик Абдулсамед оглы (21 декабря 1938, Нахичевань — 24 мая 2024) — советский и азербайджанский актёр. Народный артист Азербайджана (2008).

## Жизнь и деятельность
Мовлави Тофик родился 21 декабря 1938 года в городе Нахичевань.
Он является сыном Мовлави Самеда.
Мовлави Тофик начал свою сценическую карьеру в 1954 году в Нахичеванском государственном драматическом театре им. Джалила Мамедкулизаде. Среди его основных ролей можно выделить: Гейдара («Отец невесты» А. Аскеров), Серго («Шейх Сенан» Гусейн Джавид), Черкеза Мурада («Мать» Гусейн Джавид), Рза бей («Не это, а то» Узеир Гаджибеков), Мукюша («Будь моим певцом» Акрам Айлиси) и др.
Мовлави Тофик Самедов являлся членом Союза театральных деятелей Азербайджана.
Умер 24 мая 2024 года в Азербайджане в возрасте 85 лет.

## Награды и заслуги
- 1987 год — Заслуженный артист Нахичеванской Автономной Республики.
- 1999 год — Заслуженный артист Азербайджанской Республики.
- 2005 год — Персональная пенсия Президента Азербайджанской Республики[6].
- 2008 год — Народный артист Азербайджанской Республики.